# Alarm (Lied)
Alarm ist ein Lied des deutschen Rappers Azad. Der Song ist die erste Singleauskopplung seines vierten Soloalbums Game Over und wurde am 31. März 2006 veröffentlicht.

## Inhalt
In Alarm preist Azad vor allem sich selbst sowie seine Rapkunst und disst seine Gegner, wobei er sich an ein unbestimmtes „Du“ wendet. Er sei nun zurück und alle anderen sollten lieber vor ihm und seinen Punchlines in Deckung gehen. Um dies zu unterstreichen, benutzt er zahlreiche Kraftausdrücke, die sich an seine Gegner richten. Zudem enthält der Text, wie im Battle-Rap üblich, einige Vergleiche und Wortspiele. So bezeichnet Azad sich unter anderem als „Panzer auf zwei Beinen“ oder „Sensenmann“, der die Köpfe rollen lässt.

„Schlag Alarm, denn der Bozz ist back

Ich komm und feuer auf den Monstertruck

Geh in Deckung, Junge!“

## Produktion
Der Song wurde von dem deutschen Musikproduzenten Sti produziert, während Azad selbst den Text schrieb.

## Musikvideo
Bei dem zu Alarm gedrehten Musikvideo führten Hinrich Pflug und Patrick Wilfert Regie. Es zeigt Azad, der den Song in einer halbdunklen Lagerhalle, mit teils flackernden Lichtern, aggressiv in die Kamera rappt. Dabei trägt er eine camouflagefarbene Jacke und ein schwarzes Basecap. Dazwischen werden zahlreiche kurze Videoausschnitte gezeigt, die größtenteils mit dem Battlerap-Text in Verbindung stehen. So sind unter anderem angreifende Tiere, Boxkämpfe, Autounfälle, Soldaten, Explosionen, abstürzende Flugzeuge, Panzer und einstürzende Gebäude zu sehen. Am Ende wird die Kamera mit einem Baseballschläger demoliert.

## Single

### Covergestaltung

Azad-Logo

Das Singlecover zeigt Azad, der den Kopf leicht gesenkt hat, wodurch sein Gesicht von seinem schwarzen Basecap verdeckt wird. Er legt die Hände aneinander und trägt eine camouflagefarbene Jacke sowie eine Kette. Links oben im Bild befinden sich das Azad-Logo und der Titel Alarm in Grau. Im Hintergrund ist düsterer Himmel zu sehen.

### Titelliste
1. Alarm – 3:53
2. Alarm (Martelli Rmx) – 4:01
3. Alarm (Instrumental) – 3:53
4. Alarm (Martelli Rmx Instrumental) – 4:01
5. Alarm (Video) – 3:53

### Chartplatzierungen
Alarm stieg am 14. April 2006 auf Platz 48 in die deutschen Singlecharts ein und belegte in den folgenden Wochen die Ränge 67 und 61. Insgesamt war es acht Wochen lang in den Top 100 vertreten. In Österreich und in der Schweiz konnte sich die Single dagegen nicht platzieren.
| ChartsChartplatzierungen | Höchstplatzierung | Wochen |
| ------------------------ | ----------------- | ------ |
| Deutschland (GfK)        | 48 (8 Wo.)        | 8      |